# Mieczysław Medwecki

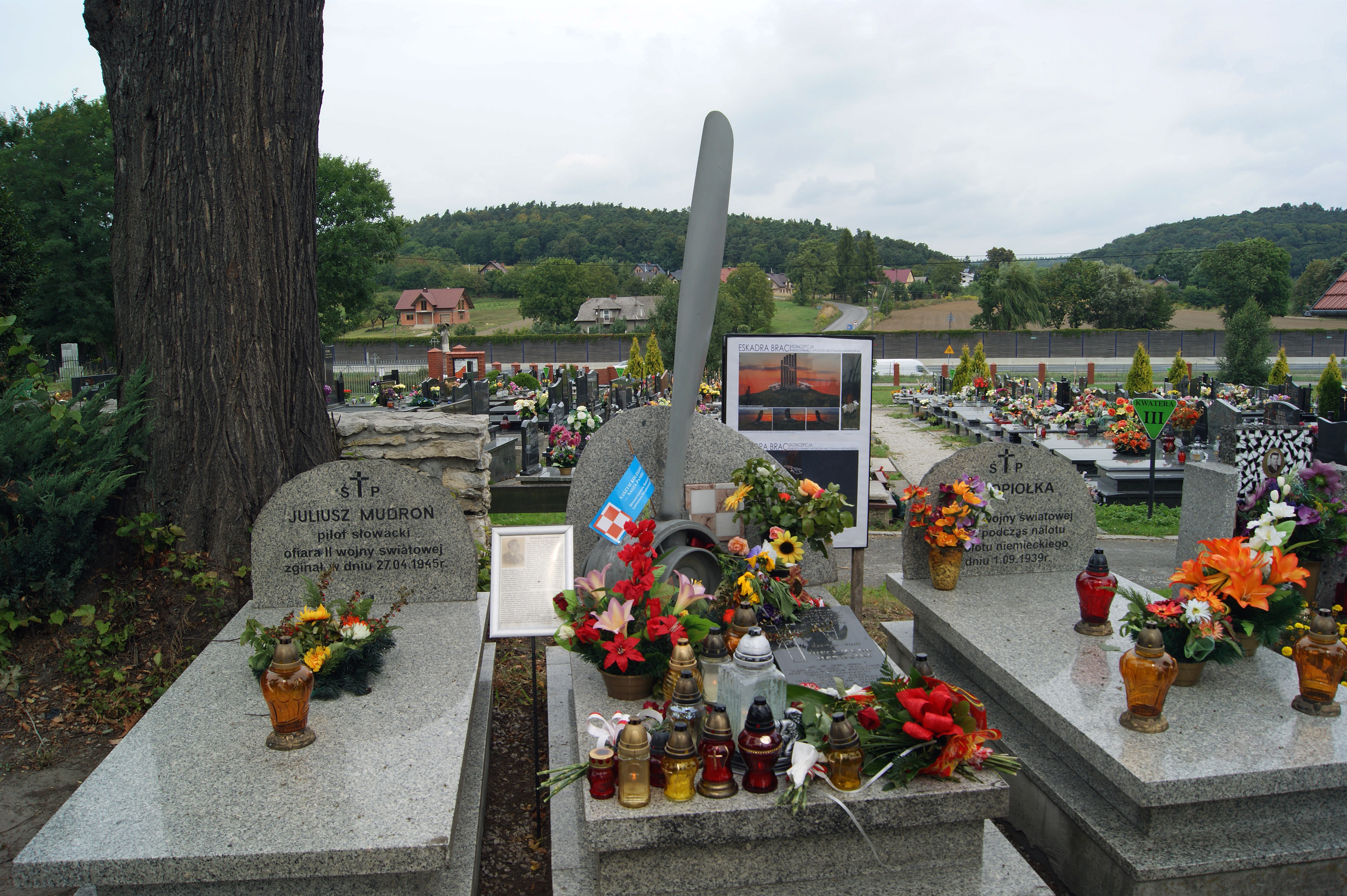
Grób Mieczysława Medweckiego na cmentarzu parafialnym w Morawicy

Mieczysław Adolf Medwecki (ur. 7 czerwca 1904 w Pasieczej, zm. 1 września 1939 pod Chrosną) – polski pilot wojskowy, poległy jako pierwszy polski i aliancki lotnik w czasie II wojny światowej.

## Życiorys
Syn Antoniego i Marii z domu Braun, miał pięcioro rodzeństwa. Uczęszczał do męskiej szkoły czteroklasowej im. Jana Długosza w Podgórzu. Ukończył ją 30 czerwca 1916 i rozpoczął naukę w szkole sześcioklasowej. Od 1917 należał do Polskiego Koła Szkolnego. W 1918 rozpoczął naukę w I Gimnazjum Państwowym w Stanisławowie i wstąpił do Polskiej Organizacji Wojskowej. Na początku 1919 został aresztowany podczas próby kradzieży karabinu i trafił do więzienia. Po ucieczce i miesięcznej wędrówce natrafił na oddziały 12. pułku Odsieczy Lwowa, z którym dotarł do Krzemieńca a następnie do Lwowa.

### Kariera pilota
W wieku szesnastu lat Mieczysław Adolf Medwecki wstąpił do tzw. Jazdy Jaworskiego (19 pułku ułanów Wołyńskich). Brał udział w walkach na Ukrainie, Polesiu, Podlasiu, Suwalszczyźnie i Wileńszczyźnie. W trakcie tych walk był dwukrotnie ranny.
Po zakończeniu działań wojennych zdecydował się na pozostanie w Wojsku Polskim, co wiązało się z nauką w szkołach wojskowych. 15 sierpnia 1925 ukończył Korpus Kadetów Nr 1. W 1928 ukończył Szkołę Podchorążych Lotnictwa w Dęblinie (II promocja, 9 lokata) i otrzymał nominację na podporucznika obserwatora lotniczego z przydziałem do II dywizjonu liniowego 6 pułku we Lwowie.
W 1929 roku w Centrum Wyszkolenia Oficerów Lotnictwa odbył kurs pilotażu. W 1930 pod okiem kpt. Jerzego Bajana ukończył kurs pilotażu wyższego. Został przeniesiony do dywizjonu myśliwskiego 2 pułku lotniczego w Krakowie. W październiku 1933 roku został organizatorem i pierwszym dowódcą 123 eskadry myśliwskiej. We wrześniu 1934 roku uczestniczył w prezentacji polskich myśliwców PZL P.7 w Jugosławii i 18 września, podchodząc do lądowania na lotnisku Zemun w Belgradzie, zawadził statecznikiem o drzewo i rozbił samolot, odnosząc obrażenia, m.in. twarzy. W 1938 został kapitanem, 25 września objął dowództwo III dywizjonu myśliwskiego 2 pułku lotniczego. W sierpniu 1939 wraz z 121. i 122 eskadrą lotniczą został przeniesiony z lotniska w Rakowicach na lotnisko polowe w Balicach k. Krakowa.
Był także członkiem zespołu akrobacyjnego Jerzego Bajana, instruktorem pilotażu w Jugosławii.

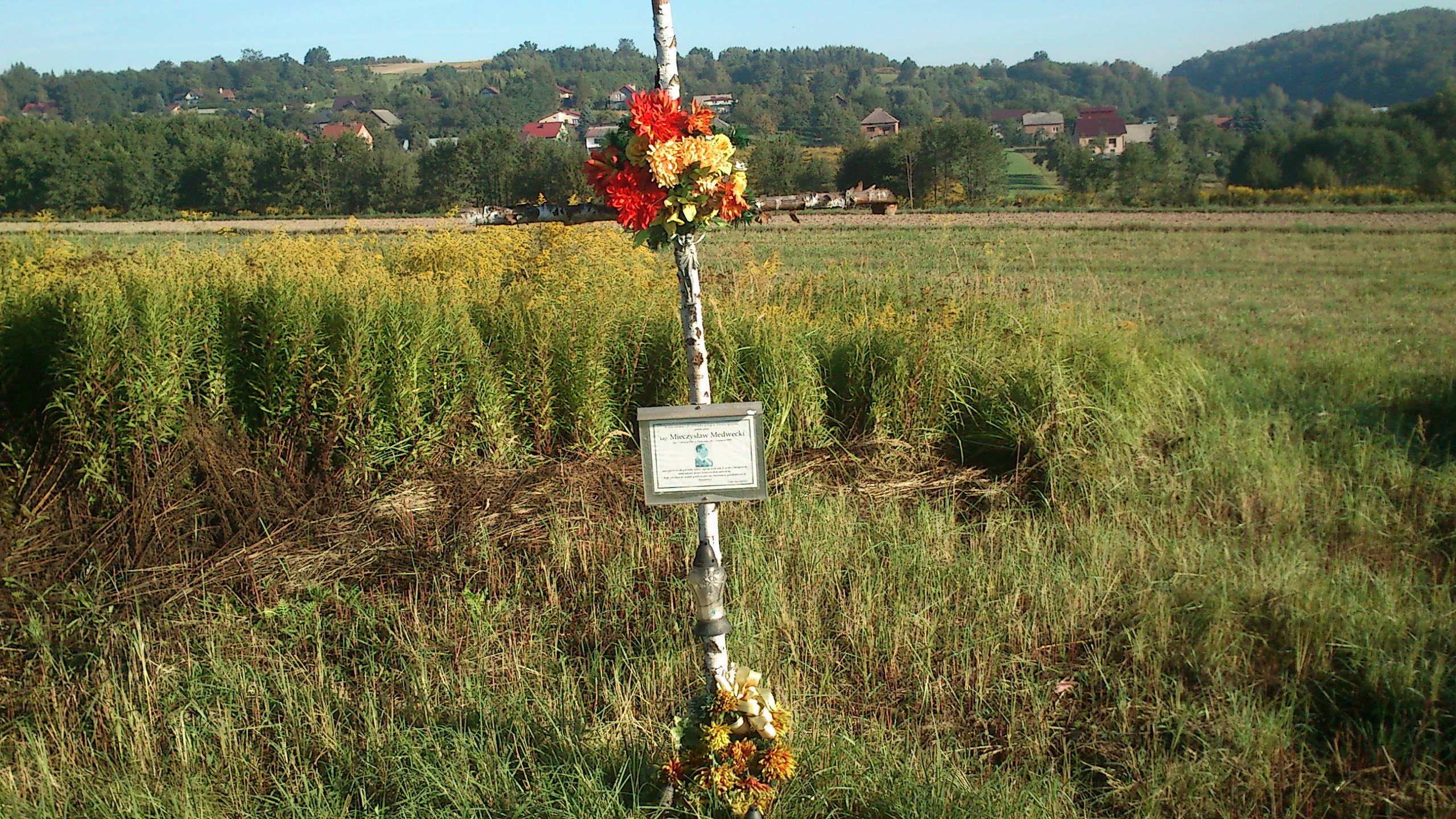
Krzyż ustawiony w miejscu prawdopodobnej śmierci kpt. Medweckiego, W 2018 roku został on poddany częściowej renowacji. Wymieniono tabliczkę, oraz wzmocniono konstrukcję

### Śmierć
1 września 1939 przed godziną 7:00 kpt. Medwecki wystartował na myśliwcu PZL P.11c z lotniska w Balicach, prowadząc klucz samolotów 121 eskadry w celu patrolowania w rejonie Chrzanowa i Wadowic. Zaraz po starcie dwa polskie samoloty, które zdążyły wystartować nabierając wysokości, zostały zaskoczone przez nadlatujące po bombardowaniu Krakowa niemieckie bombowce Junkers Ju 87 z dywizjonu I./StG 2. Samolot Medweckiego został ostrzelany w czasie startu na wys. 50m przez Ju 87 pilotowany przez Lt. Franka Neuberta (litery kodowe T6-GK). Samolot kpt. Medweckiego P.11c spadł na pola w rejonie Morawica – Chrosna – Brzoskwinia. Wbrew potocznym opiniom i relacji Franka Neuberta, samolot nie eksplodował w powietrzu. Pilot lądował przymusowo na polu, lecz podczas lądowania samolot zaczął się palić. Pilot zmarł w wyniku przestrzelenia wątroby i złamania podstawy czaszki, co było urazem podczas przymusowego lądowania na zaoranym polu. Dokładne miejsce upadku samolotu kpt. Medweckiego zostało zidentyfikowane dzięki mieszkańcom wsi Chrosna; ustawiono tam symboliczny brzozowy krzyż. Medwecki stał się przez to pierwszym zabitym polskim i alianckim lotnikiem podczas II wojny światowej.
Startujący tuż za kpt. Medweckim Władysław Gnyś uniknął zestrzelenia ciasnym skrętem w lewo, a kilkanaście minut później w okolicach miejscowości Żurada zestrzelił dwa bombowce Dornier Do 17. Były to pierwsze samoloty niemieckie zestrzelone przez polskiego pilota w II wojnie światowej.
Kpt. Medwecki został pochowany na cmentarzu parafialnym w Morawicy w grobowcu ks. Radziwiłła, ale ze względu na ewakuację lotniska i ogólny chaos odwrotu Armii Kraków bez honorowej asysty. Po wojnie Muzeum Lotnictwa Polskiego w Krakowie ufundowało grobowiec, w którym został pochowany. Obecnie grobem opiekują się harcerze oraz żołnierze z 8. Bazy Lotniczej w Balicach.

## Upamiętnienie
Mieczysław Medwecki jest patronem szkoły podstawowej w Morawicy. Jego imieniem nazwano też ulicę  w Krakowie, w Czyżynach, a na lotnisku w Balicach zamontowano upamiętniającą go tablicę pamiątkową. Do roku 1987 sześciokrotnie zorganizowano „Mały Maraton im. Mieczysława Medweckiego”.

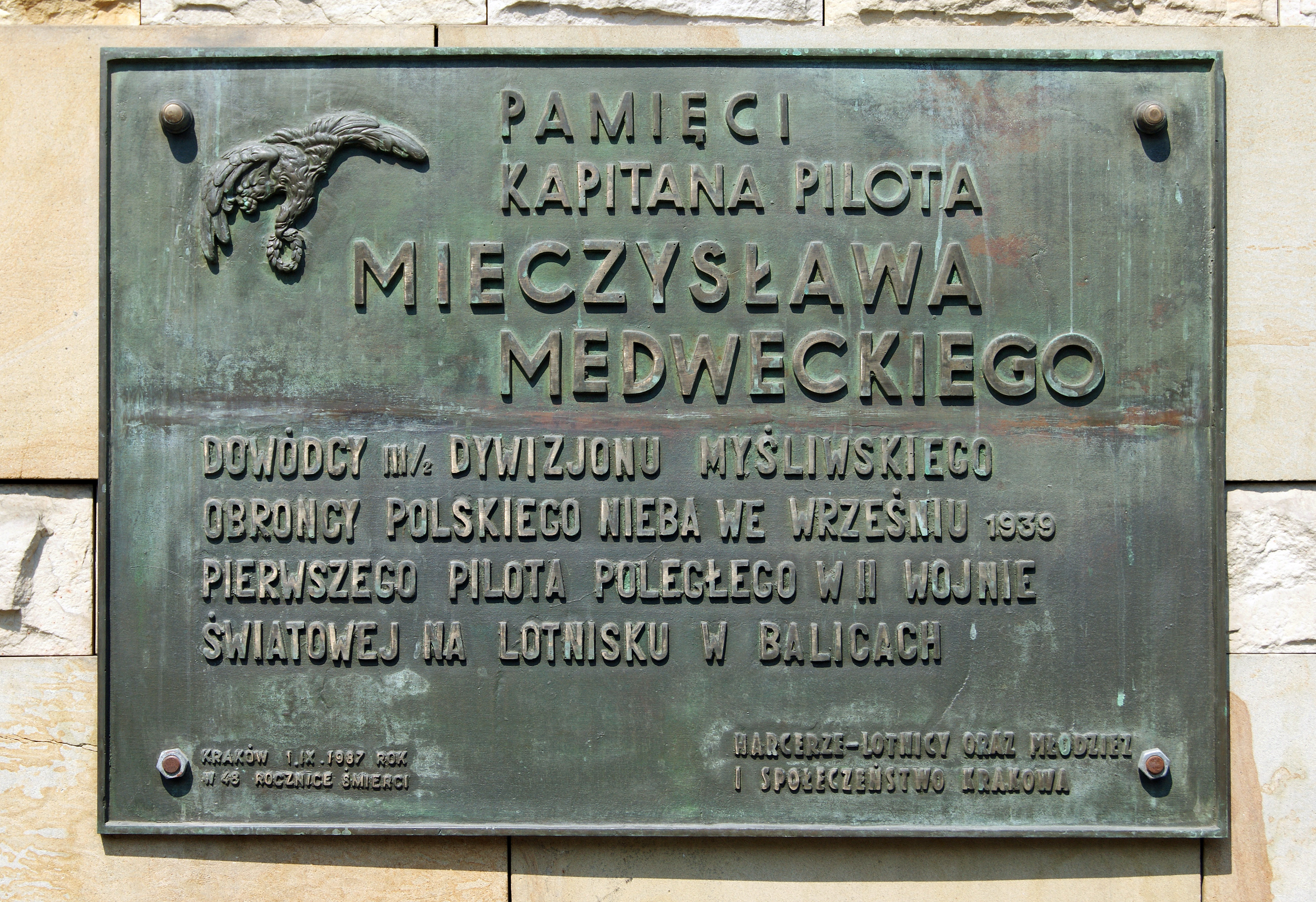
Tablica pamiątkowa w porcie lotniczym Kraków-Balice

## Ordery i odznaczenia
- Krzyż Srebrny Orderu Virtuti Militari (pośmiertnie)
- Złoty Krzyż Zasługi
- Srebrny Krzyż Zasługi (17 marca 1934)[13]
- Medal Pamiątkowy za Wojnę 1918–1921
- Medal Dziesięciolecia Odzyskanej Niepodległości
- Krzyż Kawalerski Orderu Orła Białego (Jugosławia, przed 1935)[14]